# FK Senica
Maillots
Le FK Senica est un club slovaque de football basé à Senica.

## Bilan sportif

### Palmarès
- Championnat de Slovaquie
  - Vice-champion : 2011

- Coupe de Slovaquie
  - Finaliste : 2012 et 2015

### Bilan européen
Note : dans les résultats ci-dessous, le score du club est toujours donné en premier
| Saison    | Compétition  | Tour             | Club               | Domicile | Extérieur | Total |
| --------- | ------------ | ---------------- | ------------------ | -------- | --------- | ----- |
| 2011-2012 | Ligue Europa | Troisième tour Q | Red Bull Salzbourg | 0 - 3    | 0 - 1     | 0 - 4 |
| 2012-2013 | Ligue Europa | Premier tour Q   | MTK Budapest       | 2 - 1    | 1 - 1     | 3 - 2 |
| 2012-2013 | Ligue Europa | Deuxième tour Q  | APOEL Nicosie      | 0 - 1    | 0 - 2     | 0 - 3 |
| 2013-2014 | Ligue Europa | Deuxième tour Q  | Mladost Podgorica  | 0 - 1    | 2 - 2     | 2 - 3 |

Légende
- Victoire ou qualification pour le tour suivant
- Match nul
- Défaite ou élimination de la compétition